# Orosz Mihály Zoltán
Orosz Mihály Zoltán (Újfehértó, 1969. július 7. –) 2005 és 2017 között Érpatak község polgármestere. Megosztó közéleti személyiség, politikus.

## Tanulmányai
Az általános iskolát az Érpataki Szent Anna általános iskolában végezte, majd a Pannonhalmi Bencés Gimnáziumban érettségizett. Az itt szerzett vallásos alapokon nyugvó tudás és eszmerendszer meghatározták későbbi munkásságát és gondolkodását. Egyetemi éveit a Kossuth Lajos Tudományegyetemen (ma Debreceni Egyetem) töltötte. Az egyetemi évek után katonai szolgálatot teljesített.

## Tanárként
A katonaság után tanári állást kapott matematika–fizika szakos tanárként a Hajdúdorogi Görög Katolikus Gimnáziumban. Évekkel később a Nyíregyházi Szent Imre gimnáziumban is tanított.

## Politikai pályája
Orosz Mihály Zoltán tevékenysége (pl. Simón Peresz és Benjámín Netanjáhú bábujának felakasztása) egyértelműen arra utal, hogy politikailag a szélsőjobboldali eszmerendszernek híve. Ezen gondolkodása meghatározta politikai pályafutását, és jelenleg is szélsőjobboldali politikusként tartja számon a közélet és a média. Orosz Mihály Zoltánt először 2005-ben az időközi választásokon választották meg Érpatak polgármesterének, és kezdetben törekvései sikeresnek bizonyultak, főleg a bűnözés területén. Később bevezette az általa kifejlesztett „Érpataki modell” nevű községvezetési tervet, amelynek célja a település fejlesztése és a munkanélküliség felszámolása, illetve a bűnözés teljes elfojtása volt, sajátos eszközökkel.
Személye 2014-től a független online média kedvelt témájává vált. Az általa „balliberális sajtónak” nevezett hírportálok legtöbb esetben éles kritikával ábrázolták a polgármester tevékenységét, ami miatt sokszor került összetűzésbe ezen lapok újságíróival. 
A polgármester bukását végül Érpatak válságos gazdasági helyzetbe sodródása hozta el, ugyanis 2017. december 19-én a képviselőtestület feloszlatta önmagát az évek óta tartó zárszámadási vita rendezhetetlensége miatt, ami a község működésképtelenségéhez vezetett. Emiatt időközi választást kellett tartani, és e választást már Nagy Imre Attiláné nyerte. 
A volt polgármester jelenleg jogvédelmi tevékenységet folytat családi jogvédelmi területen. 
Jelenleg[mikor?] Nagykálló képviselőtestületének tagja. Gyakran áll konfliktusban a képviselőtestülettel és a polgármesterrel.
Sikkasztás, hűtlen kezelés és zaklatás vádjával számos büntetőeljárás folyt ellene. 2018-ban a nyírbátori rendőrkapitányság becsületsértés miatt letartóztatta.
2023 áprilisában független képviselőként indul a Gödi 5. számú választókerületben, de csak a 6. helyet, a szavazatok 1,11%-át tudta megszerezni.